# فلورين ساندو
فلورين ساندو (بالرومانية: Florin Sandu)‏ هو لاعب كرة قدم روماني في مركز ظهير ‏، ولد في 3 سبتمبر 1987 في Otopeni ‏ في رومانيا. لعب مع بولتيهنيكا تيميسوارا.

## وصلات خارجية
- فلورين ساندو على موقع الاتحاد الأوربي (الإنجليزية)
- فلورين ساندو على موقع قاعدة بيانات كرة القدم.إي يو (الإنجليزية)
- فلورين ساندو على موقع Soccerway.com (الإنجليزية)